# Municipio de Melrose (Dakota del Norte)
El municipio de Melrose (en inglés: Melrose Township) es un municipio ubicado en el condado de Steele en el estado estadounidense de Dakota del Norte. En el año 2010 tenía una población de 38 habitantes y una densidad poblacional de 0,41 personas por km².

## Geografía
El municipio de Melrose se encuentra ubicado en las coordenadas 47°21′43″N 97°47′0″O / 47.36194, -97.78333. Según la Oficina del Censo de los Estados Unidos, el municipio tiene una superficie total de 93.35 km², de la cual 92,94 km² corresponden a tierra firme y (0,44 %) 0,41 km² es agua.

## Demografía
Según el censo de 2010, había 38 personas residiendo en el municipio de Melrose. La densidad de población era de 0,41 hab./km². De los 38 habitantes, el municipio de Melrose estaba compuesto por el 94,74 % blancos y el 5,26 % eran de una mezcla de razas. Del total de la población el 0 % eran hispanos o latinos de cualquier raza.